# Fomperron
Fomperron és un municipi francès situat al departament de Deux-Sèvres i a la regió de la Nova Aquitània. L'any 2007 tenia 378 habitants.

## Demografia

### Població
El 2007 la població de fet de Fomperron era de 378 persones. Hi havia 143 famílies de les quals 36 eren unipersonals (25 homes vivint sols i 11 dones vivint soles), 43 parelles sense fills, 57 parelles amb fills i 7 famílies monoparentals amb fills.
La població ha evolucionat segons el següent gràfic:
Habitants censats

### Habitatges
El 2007 hi havia 195 habitatges, 150 eren l'habitatge principal de la família, 26 eren segones residències i 19 estaven desocupats. 191 eren cases i 2 eren apartaments. Dels 150 habitatges principals, 126 estaven ocupats pels seus propietaris, 22 estaven llogats i ocupats pels llogaters i 2 estaven cedits a títol gratuït; 3 tenien una cambra, 7 en tenien dues, 20 en tenien tres, 43 en tenien quatre i 78 en tenien cinc o més. 134 habitatges disposaven pel capbaix d'una plaça de pàrquing. A 68 habitatges hi havia un automòbil i a 76 n'hi havia dos o més.

### Piràmide de població
La piràmide de població per edats i sexe el 2009 era:
| Homes | Edats   | Dones |
| ----- | ------- | ----- |
| 0     | 95 o +  | 0     |
| 0     | 90 a 94 | 0     |
| 0     | 85 a 89 | 4     |
| 0     | 80 a 84 | 8     |
| 12    | 75 a 79 | 4     |
| 20    | 70 a 74 | 16    |
| 20    | 65 a 69 | 20    |
| 4     | 60 a 64 | 4     |
| 12    | 55 a 59 | 16    |
| 4     | 50 a 54 | 0     |
| 0     | 45 a 49 | 8     |
| 8     | 40 a 44 | 8     |
| 24    | 35 a 39 | 4     |
| 12    | 30 a 34 | 24    |
| 8     | 25 a 29 | 4     |
| 0     | 20 a 24 | 8     |
| 0     | 15 a 19 | 12    |
| 12    | 10 a 14 | 8     |
| 12    | 5 a 9   | 4     |
| 8     | 0 a 4   | 8     |

## Economia
El 2007 la població en edat de treballar era de 232 persones, 170 eren actives i 62 eren inactives. De les 170 persones actives 157 estaven ocupades (93 homes i 64 dones) i 14 estaven aturades (4 homes i 10 dones). De les 62 persones inactives 20 estaven jubilades, 15 estaven estudiant i 27 estaven classificades com a «altres inactius».

### Ingressos
El 2009 a Fomperron hi havia 155 unitats fiscals que integraven 396,5 persones, la mediana anual d'ingressos fiscals per persona era de 13.934 €.

### Activitats econòmiques
Dels 6 establiments que hi havia el 2007, 1 era d'una empresa de construcció, 1 d'una empresa d'hostatgeria i restauració, 1 d'una empresa d'informació i comunicació, 1 d'una empresa financera i 2 d'empreses classificades com a «altres activitats de serveis».
Dels 3 establiments de servei als particulars que hi havia el 2009, 1 era una lampisteria, 1 perruqueria i 1 restaurant.
L'any 2000 a Fomperron hi havia 20 explotacions agrícoles que ocupaven un total de 1.936 hectàrees.

## Equipaments sanitaris i escolars
El 2009 hi havia una escola elemental integrada dins d'un grup escolar amb les comunes properes formant una escola dispersa.

## Poblacions més properes
El següent diagrama mostra les poblacions més properes.